# デコレーション
デコレーション（英語: decoration）は、英語からの外来語で、基本的な意味は「装飾」である。何をいかに装飾するかによって様々なデコレーションがある。

## 人を対象とするもの

### 衣類・服飾
人を対象とするデコレーションは、服飾・衣類などの飾り・装飾が日本では主としてある。女性の衣類を飾るリボン、レース、刺繍などは服飾のデコレーションである。また軍人・警察官などの制服の場合は、肩章やモール飾りなど華麗なものがある。男性の場合は、制服の正装の場合、デコレーションのある衣装となる。

### 身体装飾
また、肌に直接刻み込む刺青や身体に穴を穿つピアスのような身体改造などが「身体装飾」としてのデコレーションになる。化粧やネイルアートもデコレーションである。腕輪、足輪、ネックレス、イヤリングなど装身具も、広義には身体デコレーションとなる。

## 屋内と屋内物品を対象とするもの

### 日常的な飾り
建造物内部、つまり屋内のデコレーションとしては、欧米では、壁紙や壁飾りなどが代表的なものとしてある。日本式家屋では、室内調度がデコレーションとなるが、特に、デコレーションとは言わない。
壁紙や壁飾り以外にも、天井、床、壁などを飾るカーペット（絨毯）、タピストリ、またカーテンの類が、室内デコレーションである。また家具調度などにもデコレーションを施す。欧米では、時代ごとにデコレーションの様式があった。
壁飾りとして、刀剣を飾る例が西欧中世の貴族・騎士などの室内にはあったが、庶民の屋内では、壁に模様皿などを飾っている例がある。陶磁器の皿などの模様もデコレーションであり、皿に盛りつける料理・食品なども飾ることがある。祝日などには、この飾りは顕著となる。
また近年、携帯電話や文房具などの日用品にラインストーンなどを貼り付けたりしてきらびやかにデコレーションすることが女性を中心に流行している。（「デコレーション携帯電話」の項目を参照）

### 祝祭日などの飾り
日本においても、伝統的に、祝日や祭日には、室内を清めて、祝いに応じた飾りを部屋や調度に施したが（例えば、伝統的な正月の飾り）、世界の様々な文化においても同様である。このように外来の文化伝統から来る祝祭日の飾りなどは、欧米を中心として、祝いや祭に応じて、固有のデコレーションがあった。
キリスト教の場合は、クリスマスの飾りが日本でもよく知られている。クリスマスの飾りは、樅の樹を立てて、その樹を飾るだけではなく、室内全体に渡る飾り付けでもある（この樅の樹を「クリスマスツリー」と呼ぶが、これはクリスマスの飾りの一部である）。
キリスト教文化では、降誕祭（クリスマス）以外にも、復活祭や公現祭などの祭日のデコレーションがある。
また、祭日ではなくとも、聖なるものとされる品物や道具などには、厳かなデコレーションが施されているのが通常である。カトリックのミサの祭壇や、教会堂内部には豪華なデコレーションが施されている。中世のステンドグラスなどがその例である。
宗教とは直接には関係のない、生活上の祝祭、例えば誕生日や結婚式などの場合も、室内を飾り、家具調度にデコレーションを施し、衣服も装飾のあるものに着替え、また、料理や食品などにも飾りを施した。日本では、ケーキに様々な果物や珍味を付け加えたり、花や枝などで飾ったりしたものをデコレーションケーキと呼ぶが、これも祝祭日のデコレーションの一種である。

## 屋外と屋外物品を対象とするもの

### 日常的な装飾
欧米の建造物は一般に、他の建物との調和を考えたデコレーションを備えている。ノートルダム・ド・パリのガーゴイルは、呪術的目的もあるが、ゴシック建築でのデコレーションの一種である。建築様式や、ペインティングなどで建造物の装飾が行われる。美的効果と共に、宗教的、あるいは呪術的意味を持つデコレーションもある。

### 物品の装飾
建造物をペインティングで飾るのと似て、自動車やトラックなどにペイントで絵を描いたり、装飾を付けたりする例もまたある。
トラックの場合は、運転手が「粋」を求めてごてごてした過剰なデコレーションを施した、デコレーション・トラック（デコトラ）が存在する。他にはミニバンなどの車を対象とするバニング、おたく文化の一つとして、アニメなどのキャラクターで装飾する痛車などがある。

### 祝祭日などの飾り
キリスト教の祭日などに、室内と同様、屋外もまたデコレーションで飾る。西欧では、クリスマスの樅の樹は各家庭の室内に立てるだけでなく、より装飾性の大きな華麗なものを都市の広場などに立て、街全体にクリスマスの飾り付けを行う。
ラテン系の世界では、とりわけ謝肉祭（カーニバル）におけるデコレーションが華麗で、人々の服装も、街もデコレーションで埋め尽くされる。西欧でも北方系の場合、謝肉祭のときは、一般にキリスト教とはあまり関係のない、ゲルマンやケルトに起源のあるデコレーションで街を飾って祭日を祝った。

## ショー目的のデコレーション
屋内、屋外のデコレーション共に、日常と祝祭日などの区別はあっても、飾りを行う当人や、その共同体にとって意味があるが故に装飾していた。一方、クリスマス・シーズンの日本の繁華街などを考えると分かるように、商業目的や、何らかのショーのため、デコレーションを行うことも多くなっている。

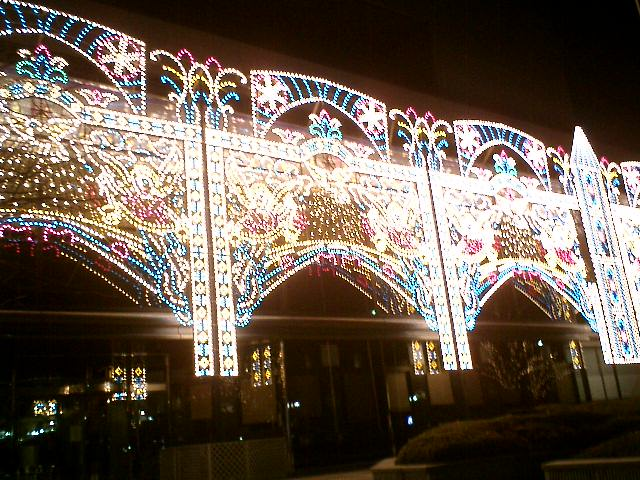
建造物のイルミネーション装飾

### コマーシャル・観光
人々が、自分たちの住む住居や、着る衣服や、料理などに、デコレーションを施していたのと違い、第三者を観客として、あるいは顧客として誘引するためのデコレーションというものが、欧米でも日本でも盛んになって来た。
商店は、店内の商品陳列でデコレーションを使用し、また店舗の外側でも客を誘引するための装飾を利用した。祝祭日を機会として商戦が行われる季節や祭日には、店舗ごとではなく商店街全体として、また観光都市などの場合は都市全体として、祝祭のデコレーションで飾るようにもなった。
札幌の雪祭りの際に、ホワイト・イルミネーションで街が飾られるのがその例である。また観光名所の城やタワーなどのランドマークを照明するライトアップもデコレーションの一種である。

### 祝祭的かつショー的な装飾
必ずしもコマーシャルな目的を持たず、特別な意味で人々を鼓舞するためのデコレーションもまた存在する。阪神・淡路大震災のあった1995年より、被災者への鎮魂や復興の願いも込めて神戸で毎年行われているルミナリエは、夜の街を華麗な電飾（イルミネーション）で埋め尽くすというショー要素の強い都市デコレーションである。神戸ルミナリエは2012年現在も続いている。
ルミナリエは、神戸以外の都市でも開催されるようになっている。